# ジャスミン・パオリーニ
ジャスミン・パオリーニ（Jasmine Paolini, イタリア語発音: [ʒaˈzmin paoˈliːni], 1996年1月4日 - ）は、イタリア・トスカーナ州ルッカ県カステルヌオーヴォ・ディ・ガルファニャーナ出身の女子プロテニス選手。
WTAツアーではシングルス3勝、ダブルス9勝。WTAランキング自己最高位はシングルス4位、ダブルス4位。身長163cm。右利き。バックハンド・ストロークは両手打ち。
2024年全仏オープンシングルス準優勝、2024年ウィンブルドン選手権シングルス準優勝。2024年パリオリンピックダブルスで金メダル。ビリー・ジーン・キング・カップ2024の優勝に貢献。2025年全仏オープンダブルス優勝。

## 経歴

### 幼少期
1996年、トスカーナ州ルッカ県カステルヌオーヴォ・ディ・ガルファニャーナに生まれた。父親はイタリア人であるが、母親はポーランド人とガーナ人の血を引いている。ポーランド人である母方の祖母はポーランドのウッチ在住であり、ガーナ人である母方の祖父はデンマークのコペンハーゲン在住である。5歳の時にテニスを開始し、15歳の時に練習拠点のあるピサに転居した。

### 2015年～2017年
2015年5月にはイタリア国際でダブルスのワイルドカードを得て、ナスターシャ・バーネットとのペアで本戦に出場した。
2017年7月、WTAインターナショナルのスウェーデン・オープンでWTAツアーシングルスデビューしたが、1回戦で第5シードのカルラ・スアレス・ナバロに敗れた。9月の広州国際女子オープンでは1回戦で第3シードのアネット・コンタベイトに敗れた。

### 2018年～2020年

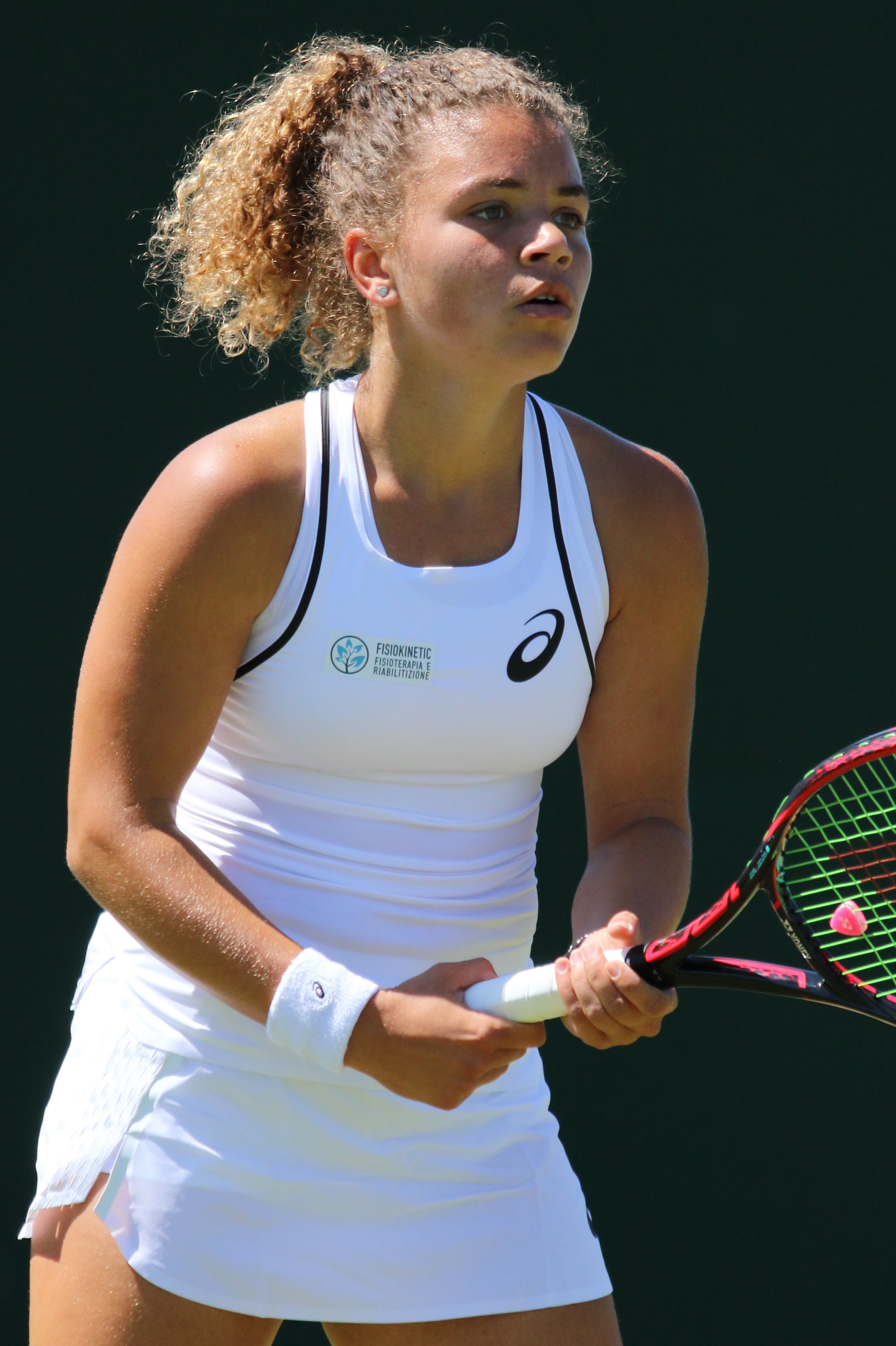
2018年のウィンブルドン選手権

2018年にはイタリア代表としてフェドカップに出場した。2018年5月にはプラハ・オープンにラッキールーザーとして出場し、第3シードのダリア・カサトキナなどを破ってWTAツアーのシングルスで初めてベスト8となった
2019年5月のイタリア国際でWTA1000トーナメントのシングルスデビューし、1回戦でソフィア・ケニンに敗れた。6月の2019年全仏オープンではシングルスの予選を勝ち上がり、初めてシングルスでグランドスラムの本戦に出場したが、1回戦でダリア・カサトキナに敗れた。11月にはITF女子ワールドテニスツアーの安藤証券オープンに出場して準優勝し、初めてWTAランキングでトップ100にランクインした。イタリア人女子選手としては2012年のカミラ・ジョルジ以来のトップ100である。
2020年のイタリア国際では1回戦でアナスタシヤ・セバストワを破り、WTA1000トーナメントにおける初勝利を記録した。9月の2020年全仏オープンでは1回戦でアリオナ・ボルソバを破り、グランドスラムにおける初勝利を記録した。また、ヴァルバラ・グラチェワとペアを組んだダブルスでは、1回戦でリュドミラ・キチェノクとナディア・キチェノクを破り、シングルス同様にグランドスラムにおける初勝利を記録した。

### 2021年
2021年2月のギップスランドトロフィーでは第10シードのワン・チャンを破るなどし、WTA500トーナメントにおいて初めて3回戦に進出したが、第8シードのカロリナ・ムホバに敗れた。6月の全仏オープンでは1回戦でシュテファニー・フェーゲレを破り、2年連続で2回戦に進出した。7月のハンブルク・ヨーロピアン・オープンではダブルスでジル・タイヒマンとペアを組み、初めてWTAツアーのタイトルを獲得した。
7月の東京オリンピック・テニス競技ではシングルス・ダブルスともにイタリア代表として出場し、シングルスでは1回戦で第10シードのペトラ・クビトバに敗れた。ダブルスではサラ・エラーニとともに出場し、1回戦では第8シードのニコール・メリチャー＝マルティネスとアリソン・リスクのペアを破ったが、2回戦でリュドミラ・キチェノクとナディア・キチェノクのペアに敗れた。
9月のスロベニア・オープンでは、第6シードのダヤナ・ヤストレムスカ、第4シードのソラナ・チルステア、第2シードのユリア・プチンツェワ、第3シードのアリソン・リスクなどを破り、初めてWTAツアーのタイトルを獲得した。10月のBNPパリバ・オープンでは本玉真唯とエリーズ・メルテンスを破り、WTA1000トーナメントで初めて3回戦に進出した。

### 2022年

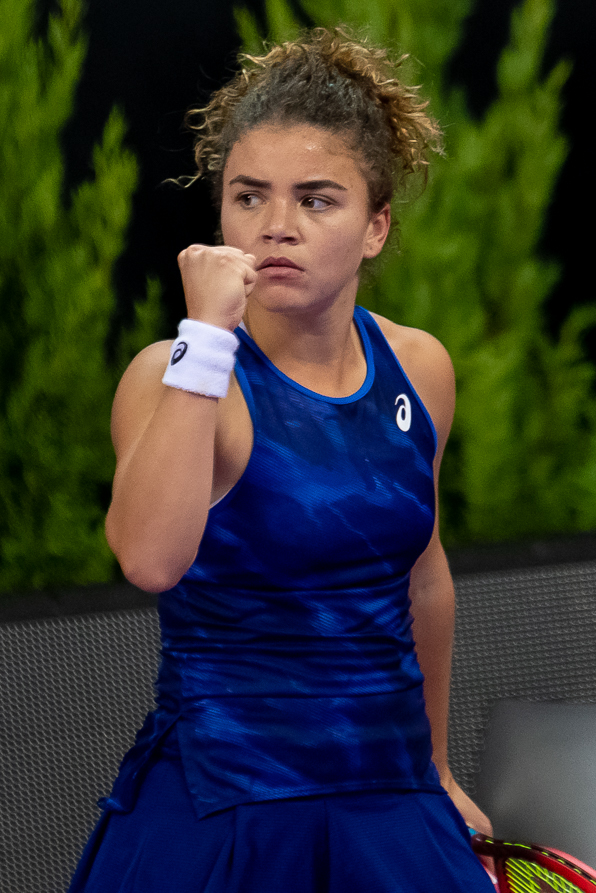
2022年のトランシルヴァニア・オープン

2022年全豪オープンでは1回戦でエレナ＝ガブリエラ・ルースに敗れたが、大会後には初めてWTAランキングでトップ50入りを果たした。3月のBNPパリバ・オープンでは2回戦で第2シードのアリーナ・サバレンカを破り、初めてWTAランキングトップ10選手に勝利した。10月のトランシルヴァニア・オープンでは第6シードのマルタ・コスチュクや第7シードのワン・シユを破り、WTAツアーで2度目となる決勝進出を果たしたが、決勝ではアンナ・ブリンコバに敗れて準優勝に終わった。

### 2023年

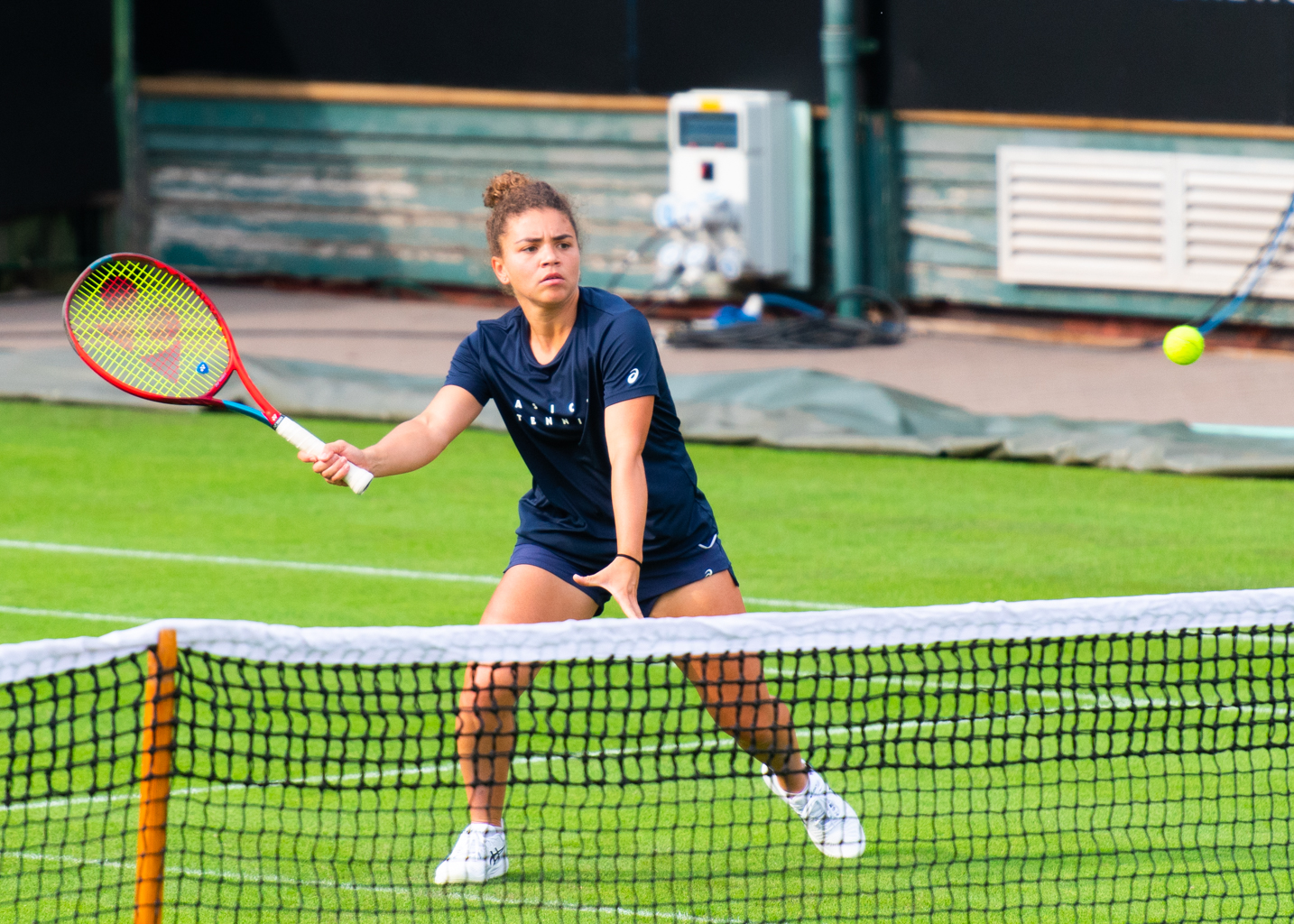
2023年のバーミンガム・クラシック

2023年は2023年全豪オープン、ドバイ・テニス選手権、BNPパリバ・オープン、マイアミ・オープン、ムチュア・マドリード・オープンの各主要大会で1回戦敗退に終わる低調な出だしとなったが、6月にはマカルスカ国際選手権で準優勝し、7月には母国開催のパレルモ国際で再び準優勝した。
9月のグアダラハラ・オープン・アクロンではマヤル・シェリフとペアでダブルスに出場し、WTA1000トーナメントのダブルスで初めて準決勝に進出した。10月9日付のWTAランキングでは自己最高位の31位となり、エリザベッタ・コッチャレットを上回ってイタリア人選手トップとなった。10月のジャスミン・オープンではシングルスとダブルスの双方で決勝に進出した。シングルスでは第2シードのエリーズ・メルテンスに敗れて準優勝に終わったが、サラ・エラーニと組んだダブルスでは優勝した。

### 2024年
2024年全豪オープンでは、1回戦でディアナ・シュナイダー、2回戦でタチアナ・マリア、3回戦でアンナ・ブリンコバを破ったが、4回戦でアンナ・カリンスカヤに敗れた。グランドスラムで初めて4回戦に進出し、大会後のWTAランキングでは自己最高位の24位となった。2月のドバイ・テニス選手権では第11シードのベアトリス・ハダッド・マイアや第8シードのマリア・サッカリを破り、WTA1000トーナメントで初めて決勝に進出すると、決勝ではアンナ・カリンスカヤを破って初めてWTA1000トーナメントのタイトルを獲得した。大会後のWTAランキングでは初めてトップ15となった。
5月のイタリア国際ではサラ・エラーニと組んでダブルスに出場し、決勝では第3シードのコリ・ガウフとエリン・ラウトリフのペアを破って、初めてWTA1000トーナメントのダブルスタイトルを獲得した。5月の2024年全仏オープンには第12シードとして出場した。ビアンカ・アンドレースク、エリナ・アヴァネシャンなどを破って準々決勝に進出すると、準々決勝では第4シードのエレナ・リバキナを破り、準決勝ではミラ・アンドレーワを破ったが、決勝では第1シードのイガ・シフィオンテクに敗れて準優勝に終わった。サラ・エラーニと組んだダブルスでも決勝に進出したが、コリ・ガウフとカテリナ・シニャコバのペアに敗れ、シングルス同様に準優勝に終わった。
7月の2024年ウィンブルドン選手権では、1回戦でサラ・ソリベス・トルモ、2回戦でグリート・ミネン、3回戦でビアンカ・アンドレースク、4回戦でマディソン・キーズ、準々決勝でエマ・ナヴァッロ、準決勝でドナ・ベキッチを破った。オープン化後初めてウィンブルドン選手権の決勝に進出したイタリア人女子選手となり、同一シーズンの全仏オープンとウィンブルドン選手権で決勝に進出したセリーナ・ウィリアムズ以来の女子選手となった。決勝ではバルボラ・クレイチコバに敗れて準優勝に終わった。

## WTAツアー決勝進出結果

### シングルス: 9回 (3勝6敗)
| 大会グレード                  |
| ----------------------------- |
| グランドスラム (0–2)          |
| WTAファイナルズ (0–0)         |
| WTA1000トーナメント (2–1)     |
| WTAエリート・トロフィー (0–0) |
| WTA500トーナメント (0–0)      |
| WTA250トーナメント (1–3)      |

| 結果   | No. | 決勝日         | 大会               | サーフェス    | 対戦相手               | スコア        |
| ------ | --- | -------------- | ------------------ | ------------- | ---------------------- | ------------- |
| 優勝   | 1.  | 2021年9月20日  | ポルトロス         | ハード        | アリソン・リスク       | 7-6(7-4), 6-2 |
| 準優勝 | 1.  | 2022年10月16日 | クルージュ＝ナポカ | ハード (室内) | アンナ・ブリンコバ     | 2-6, 6-3, 2-6 |
| 準優勝 | 2.  | 2023年7月24日  | パレルモ           | クレー        | 鄭欽文                 | 4-6, 6-1, 1-6 |
| 準優勝 | 3.  | 2023年10月22日 | モナスティル       | ハード        | エリーズ・メルテンス   | 3-6, 0-6      |
| 優勝   | 2.  | 2024年2月25日  | ドバイ             | ハード        | アンナ・カリンスカヤ   | 4-6, 7-5, 7-5 |
| 準優勝 | 4.  | 2024年6月8日   | 全仏オープン       | クレー        | イガ・シフィオンテク   | 2-6, 1-6      |
| 準優勝 | 5.  | 2024年7月13日  | ウィンブルドン     | 芝            | バルボラ・クレイチコバ | 2-6, 6-2, 4-6 |
| 優勝   | 3.  | 2025年5月18日  | ローマ             | クレー        | コリ・ガウフ           | 6-4, 6-2      |
| 準優勝 | 6.  | 2025年8月19日  | シンシナティ       | ハード        | イガ・シフィオンテク   | 5-7, 4-6      |

### ダブルス: 12回 (9勝3敗)
| 大会グレード                  |
| ----------------------------- |
| グランドスラム (1–1)          |
| WTAファイナルズ (0–0)         |
| WTA1000トーナメント (4–0)     |
| オリンピック (1–0)            |
| WTAエリート・トロフィー (0–0) |
| WTA500トーナメント (1–1)      |
| WTA250トーナメント (2–1)      |

| 結果   | No. | 決勝日         | 大会               | サーフェス    | パートナー         | 対戦相手                                          | スコア                |
| ------ | --- | -------------- | ------------------ | ------------- | ------------------ | ------------------------------------------------- | --------------------- |
| 優勝   | 1.  | 2021年7月11日  | バート・ホンブルク | クレー        | ジル・タイシュマン | アストラ・シャルマ ロザリー・ファン・デル・ホーク | 6-0, 6-4              |
| 準優勝 | 1.  | 2022年1月9日   | メルボルン         | ハード        | サラ・エラニ       | エイジア・ムハンマド ジェシカ・ペグラ             | 3-6, 1-6              |
| 優勝   | 2.  | 2023年10月22日 | モナスティル       | ハード        | サラ・エラニ       | 本玉真唯 ナタリヤ・コスティッチ                   | 2-6, 7-6(7-4), [10-6] |
| 優勝   | 3.  | 2024年2月4日   | リンツ             | ハード (室内) | サラ・エラニ       | ニコール・メリチャー エレン・ペレス               | 7-5, 4-6, [10-7]      |
| 優勝   | 4.  | 2024年5月19日  | ローマ             | クレー        | サラ・エラニ       | コリ・ガウフ エリン・ラウトリフ                   | 6-3, 4-6, [10-8]      |
| 準優勝 | 2.  | 2024年6月9日   | 全仏オープン       | クレー        | サラ・エラニ       | コリ・ガウフ カテリナ・シニャコバ                 | 6-7(5-7), 3-6         |
| 優勝   | 5.  | 2024年8月4日   | パリ五輪           | クレー        | サラ・エラニ       | ミラ・アンドレーワ ディアナ・シュナイダー         | 2-6, 6-1, [10-7]      |
| 優勝   | 6.  | 2024年10月6日  | 北京               | ハード        | サラ・エラニ       | 詹皓晴 ベロニカ・クデルメトバ                     | 6-4, 6-4              |
| 優勝   | 7.  | 2025年2月15日  | ドーハ             | ハード        | サラ・エラニ       | ジアン・シンユー ウー・ファンシェン               | 7-5, 7-6(12-10)       |
| 優勝   | 8.  | 2025年5月18日  | ローマ             | クレー        | サラ・エラニ       | ベロニカ・クデルメトバ エリーズ・メルテンス       | 6-4, 7-5              |
| 優勝   | 9.  | 2025年6月8日   | 全仏オープン       | クレー        | サラ・エラニ       | アンナ・ダニリナ アレクサンドラ・クルニッチ       | 6-4, 2-6, 6-1         |
| 準優勝 | 3.  | 2025年6月22日  | ベルリン           | 芝            | サラ・エラニ       | オリヴィア・ニコルズ テレサ・ミハリコバ           | 6-4, 2-6, [6-10]      |

## 4大大会成績
略語の説明
| W | F | SF | QF | #R | RR | Q# | LQ | A | Z# | PO | G | S | B | NMS | P | NH |

W=優勝, F=準優勝, SF=ベスト4, QF=ベスト8, #R=#回戦敗退, RR=ラウンドロビン敗退, Q#=予選#回戦敗退, LQ=予選敗退, A=大会不参加, Z#=デビスカップ/BJKカップ地域ゾーン, PO=デビスカップ/BJKカッププレーオフ, G=オリンピック金メダル, S=オリンピック銀メダル, B=オリンピック銅メダル, NMS=マスターズシリーズから降格, P=開催延期, NH=開催なし.

### シングルス
| 大会           | 2015 | 2016 | 2017 | 2018 | 2019 | 2020 | 2021 | 2022 | 2023 | 2024 | 2025 | 通算成績 |
| -------------- | ---- | ---- | ---- | ---- | ---- | ---- | ---- | ---- | ---- | ---- | ---- | -------- |
| 全豪オープン   | A    | A    | Q1   | Q1   | Q1   | 1R   | 1R   | 1R   | 1R   | 4R   | 3R   | 5–6      |
| 全仏オープン   | A    | A    | Q1   | Q1   | 1R   | 2R   | 2R   | 1R   | 2R   | F    | 4R   | 12–7     |
| ウィンブルドン | A    | A    | Q2   | Q1   | Q1   | NH   | 1R   | 1R   | 1R   | F    | 2R   | 7–5      |
| 全米オープン   | A    | A    | Q2   | Q2   | Q2   | 1R   | 2R   | 1R   | 1R   | 4R   |      | 4–5      |

### ダブルス
| 大会           | 2015 | 2016 | 2017 | 2018 | 2019 | 2020 | 2021 | 2022 | 2023 | 2024 | 2025 | 通算成績 |
| -------------- | ---- | ---- | ---- | ---- | ---- | ---- | ---- | ---- | ---- | ---- | ---- | -------- |
| 全豪オープン   | A    | A    | A    | A    | A    | A    | 3R   | 2R   | 1R   | 3R   | 2R   | 6–5      |
| 全仏オープン   | A    | A    | A    | A    | A    | 2R   | 1R   | 1R   | 2R   | F    | W    | 13–5     |
| ウィンブルドン | A    | A    | A    | A    | A    | NH   | A    | 1R   | 1R   | 3R   | 2R   | 3–4      |
| 全米オープン   | A    | A    | A    | A    | A    | A    | 1R   | A    | 1R   | 2R   |      | 1–3      |